# Pluvier anarhynque
Anarhynchus frontalis · Pluvier à bec dévié
Espèce
Statut de conservation UICN

 VU C2a(i) : Vulnérable
Le pluvier anarhynque (Anarhynchus frontalis), aussi appelé Pluvier à bec dévié, est une espèce d'oiseaux endémique de Nouvelle-Zélande dont le bec, dissymétrique, est recourbé vers la droite.
C'est le seul oiseau à avoir le bec courbé (12° vers la droite) ; on suppose que cela lui faciliterait l'obtention de nourriture sous des galets.
Il est classé comme vulnérable sur la liste rouge des espèces menacées de l'Union internationale pour la conservation de la nature.

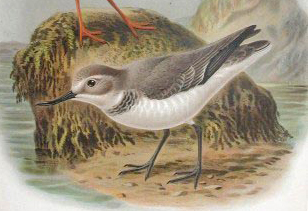
Planche extraite de Birds of New Zealand (1888)

## Description

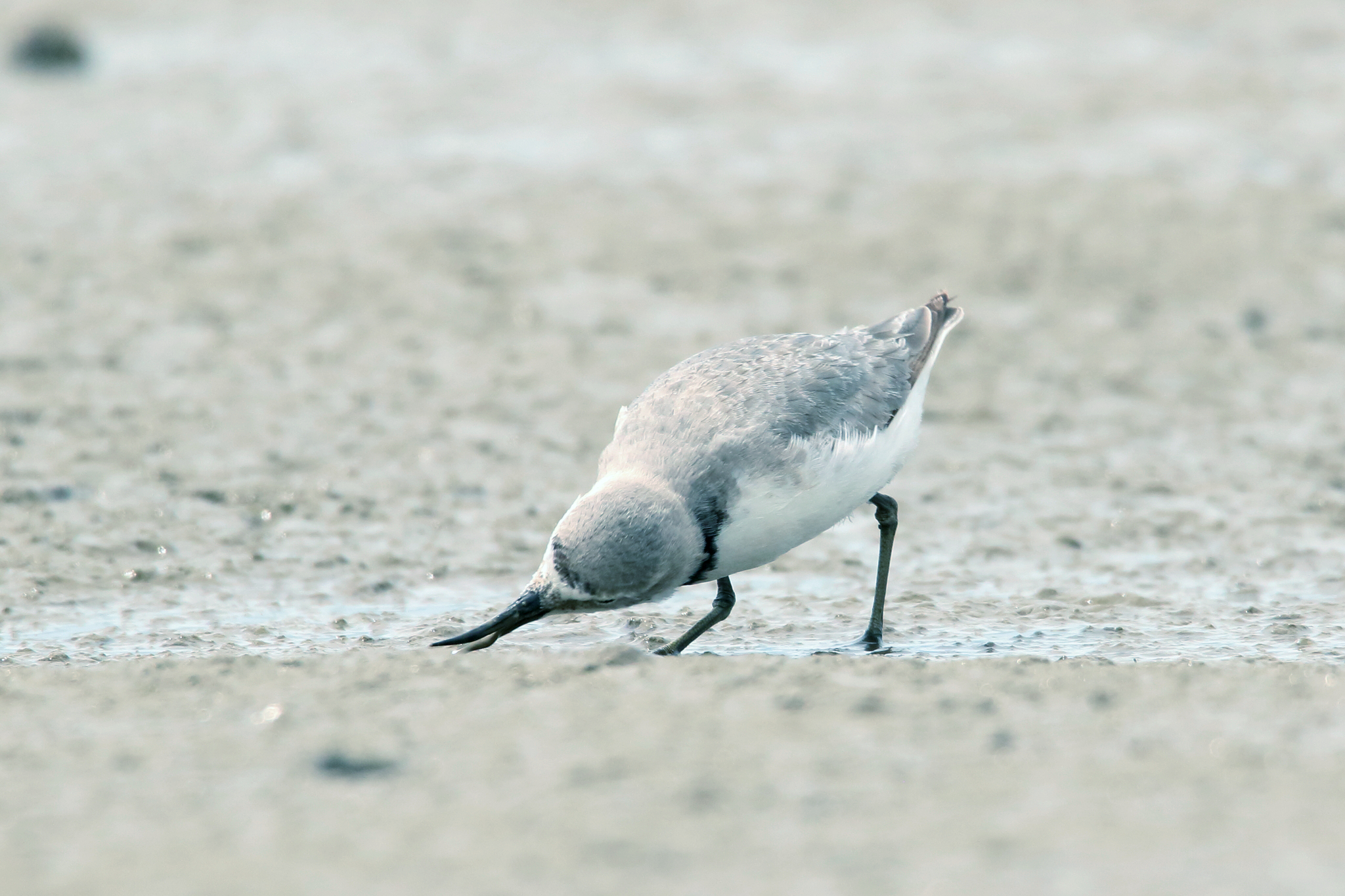
le bec courbé

Le pluvier anarhynque est une espèce de pluvier endémique à la Nouvelle-Zélande. C'est la seule espèce d'oiseau au monde dont le bec est plié latéralement, toujours vers la droite (chez les becs croisés, par exemple Loxia pytyopsittacus, les extrémités des mandibules supérieures et inférieures se croisent car elles sont pliées latéralement dans des directions opposées, parfois à gauche sur la droite et parfois à droite sur la gauche). Il pond ses œufs parmi les rochers le long des rivières et distrait les intrus en faisant semblant d'être en détresse et en s'éloignant de sa couvée.
Le dimorphisme sexuel est léger chez cette espèce. 
Le mâle a un front blanc et une couronne, une nuque, un dos, des ailes et une queue gris pâle et une gorge, une poitrine, un ventre et un croupion blancs, avec une fine bande noire sur la poitrine. Cette bande est plus fine chez la femelle, et beaucoup moins distincte chez les deux sexes en dehors de la saison de reproduction. 
L'autre différence entre les sexes est une petite barre noire entre le front blanc et la couronne grise, qui est présente chez les mâles mais pas chez les femelles.  Les poussins sont gris pâle sur la moitié supérieure du corps avec des mouchetures sur la moitié inférieure du corps.

## Comportement

### Alimentation
Les pluviers anarhynques se nourrissent généralement de larves d'insectes, d'invertébrés aquatiques et parfois de petits poissons dans les canaux peu profonds et sur les bords des bassins. Ils ont évolué d'une manière très distincte pour prospérer sur les lits de rivière tressés, avec leur bec incliné sur une légère inclinaison vers la droite d'environ 12-26 degrés. Il semblerait que cette dissymétrie du bec les aideraient à obtenir des larves d'insectes et de petits invertébrés qui se réfugient sous les crevasses des rochers.

### Comportement social
Les pluviers anarhynques aiment se percher en grandes bandes pendant l'hiver, tandis qu'ils deviennent très territoriaux envers les autres oiseaux en période de reproduction. Ils se perchent généralement sur une patte et s'éloignent en sautillant lorsqu'ils s'approchent trop près. Ils sont connus pour effectuer de grandes démonstrations aériennes avec leurs volées, ce qui se produit généralement peu avant la migration vers le sud.

### Reproduction
Les pluviers anarhynques sont monogames et reviennent chaque année sur le même territoire pour se reproduire ; ils n'en changent que si leur partenaire ne revient pas. Les territoires de nidification sont fortement défendus, ils peuvent avoir une taille comprise entre 1 et 11 hectares, avec une taille moyenne de 5 hectares. Ils font preuve d'une forte philopatrie, et les jeunes oiseaux se reproduisent presque toujours à proximité de leur lieu d'éclosion. De nombreux couples reproducteurs pondent deux couvées au cours d'une saison de reproduction, surtout si la première couvée a été détruite par une inondation ou par des prédateurs.
Les sites de nidification sont des éraflures peu profondes dans des zones de grosses pierres ou de sable. La ponte est de deux œufs, ils sont gris très pâle et couverts de très petites taches brunes qui se fondent très bien dans les galets environnants. Les œufs sont couvés par les deux parents (mais surtout par la femelle) pendant 30 à 36 jours. À l'éclosion, les poussins ont un plumage duveteux, gris à blanc cassé sur le dessus et blanc avec des mouchetures en dessous. Les deux parents s'occupent des poussins, qui s'envolent après environ 35 jours et deviennent immédiatement indépendants. Les jeunes oiseaux commencent à se reproduire à l'âge de deux ans.

## Répartition et habitat
Le pluvier anarhynque est une espèce endémique de Nouvelle-Zélande. Il se reproduit sur les grandes rivières tressées de Canterbury et d'Otago, sur l'île du Sud, préférant les grandes rivières dynamiques qui ne seront pas envahies par les mauvaises herbes. Les principales rivières de reproduction sont le Waimakariri, le Rakaia, le Rangitata, le Waitaki et l'Ashley. 
Il se rencontrait autrefois plus fréquemment sur des rivières plus petites, mais a subi une contraction de son aire de répartition d'origine dont il n'occupe plus que 60 % du territoire. Après la reproduction, vers la fin décembre jusqu'au début février, il quitte ses sites de reproduction et migre vers des estuaires peu profonds et des zones côtières abritées de l'île du Nord. Ces zones comprennent Firth of Thames, Manukau Harbour et Kaipara Harbour.

### Migration et mue
La mue des pluviers anarhynques se produit entre décembre et mai, le processus de mue avance rapidement au début du processus lorsque les premières plumes tombent. La migration commence en novembre avec les oiseaux les plus précoces, les adultes suivent en janvier/février lorsque la reproduction est terminée avec le reste des oisillons. La migration de retour vers les sites de reproduction de l'île du Sud a lieu en août. La population actuelle est d'environ 5000 individus mais décline lentement.

## Prédateurs et menaces
Les menaces des pluviers anarhynques sont plus élevées pendant la saison de reproduction : notamment les inondations pendant la période de nidification, la dégradation de l'habitat et la perturbation par les véhicules le long des lits des rivières.  
Les prédateurs mammifères introduits, tels que les furets, hermines, belettes et hérissons, constituent une menace importante contre laquelle les pluviers anarhynques ne sont pas adaptés.  
Leurs poussins et leurs œufs se fondent très bien dans les galets environnants, les camouflant des prédateurs qui les survolent. Les lapins étant le principal régime alimentaire des prédateurs mammifères, lorsque le nombre de lapins est faible, ces prédateurs cherchent plus loin leur nourriture et s'attaquent aux oiseaux qui nichent au sol sur les rivières tressées. 

## Statut de conservation
Le pluvier anarhynque est classé comme vulnérable sur la liste rouge des espèces menacées de l'Union internationale pour la conservation de la nature (UICN),
La population a décliné au cours des années 1800 car ils étaient collectés comme spécimens de musée en raison de leur étrange bec courbé. En 1940, ils ont été protégés et la population a augmenté d'environ 2000 oiseaux à 5000 oiseaux aujourd'hui.